# Assedio di Pavia (569-572)
L'assedio di Pavia del 569- 572 per opera di Alboino ci è noto solo attraverso il racconto di Paolo Diacono, tuttavia rimane aperto il dibattito tra gli storici se esso realmente avvenne o se ci troviamo davanti a un espediente letterario ideato dal cronista per esaltare il valore della città che fu capitale del Regno longobardo.

## Antefatti
Nel 569 i Longobardi, guidati da Alboino, giunsero nell'Italia settentrionale. Tradizionalmente, l'arrivo dei Longobardi in Italia è sempre stato interpretato come l'invasione violenta di un popolo germanico etnicamente omogeneo; in realtà, come la recente storiografia ha evidenziato e come riportato dalle fonti contemporanee del VI secolo, si trattò probabilmente dello stanziamento nella Pianura Padana di un esercito, formato, oltre che da Longobardi anche da Gepidi, Sassoni e altre genti, tutti accompagnati, come era in uso negli eserciti tardo antichi, dalle famiglie dei combattenti. Divide ancora il dibattito storiografico la questione se Alboino giunse in Italia di sua spontanea iniziativa (ipotesi accolta dalla maggioranza degli storici) o se, come recentemente riproposto da uno dei massimi studiosi a livello europeo delle popolazioni barbariche: Walter Pohl, esso fu chiamato, forse da Narsete, per difendere il confine alpino dai Franchi.

## L'assedio triennale: realtà o invenzione letteraria?
Secondo il racconto di Paolo Diacono, Pavia resistette ai Longobardi (diversamente dalle altre città della regione) per ben tre anni e alcuni mesi, dal 569 al 572. Quando, sempre secondo Paolo Diacono, la città si arrese ad Alboino, il sovrano, che nel frattempo aveva deciso di punire la città e di massacrare i suoi abitanti, mentre stava facendo il suo ingresso a Pavia attraverso una delle porte orientali della città, porta San Giovanni, fu trascinato a terra dalla caduta del proprio cavallo. L'animale, benché spronato a rialzarsi, stranamente, non si sollevò. Allora, un anonimo longobardo si avvicinò al sovrano, invitandolo, dato che la città era abitata da "veri cristiani" («vere etenim christianus est populus in hac civitate»), a risparmiare gli abitanti di Pavia. Alboino allora abbandonò i suoi intenti e perdonò i cittadini e, dopo che il suo cavallo si rialzò, poté quindi entrare in città, dove, nel palazzo reale fatto edificare da re Teodorico, ricevette il popolo di Pavia.
Come dimostrato da Aldo A. Settia, il racconto dell'assedio triennale che ci fornisce Paolo Diacono è in realtà (come altri episodi presenti nell'Historia Langobardorum) un'invenzione letteraria, dato che il cronista, cambiando i nomi dei luoghi e dei personaggi, ricalcò completamente il racconto dell'assedio di Ravenna da parte di Teodorico, da lui stesso narrata nell'Historia Romana, con aggiunte di particolari tratti dall'assedio di Tyana da parte dell'imperatore Aureliano presente nell'Historia Augusta. Il miracolo del cavallo è poi presente in molte composizioni agiografiche coeve, mentre l'entrata del re nel palazzo, accolto dal popolo, trova stretti paralleli con i testi di Teodoreto di Cirro e di Giovanni Crisostomo riguardanti a Antiochia, che Teodosio prima minacciò di distruggere e poi perdonò. Probabilmente Paolo Diacono volle conferire rilievo ed enfasi all'assedio per esaltare la città destinata a diventare la sede del regno, stabilendo un tacito parallelo con un altro assedio, che doveva essere ben vivo nella sua memoria, quello del 773- 774, che pose fine al Regno longobardo in Italia. In ultima analisi non sappiamo quindi se l'assedio realmente ci fu o se sia solo a un espediente letterario di Paolo Diacono, tuttavia, sicuramente, se esso mai avvenne non durò certamente tre anni.

## La tradizione dell'assedio a Pavia

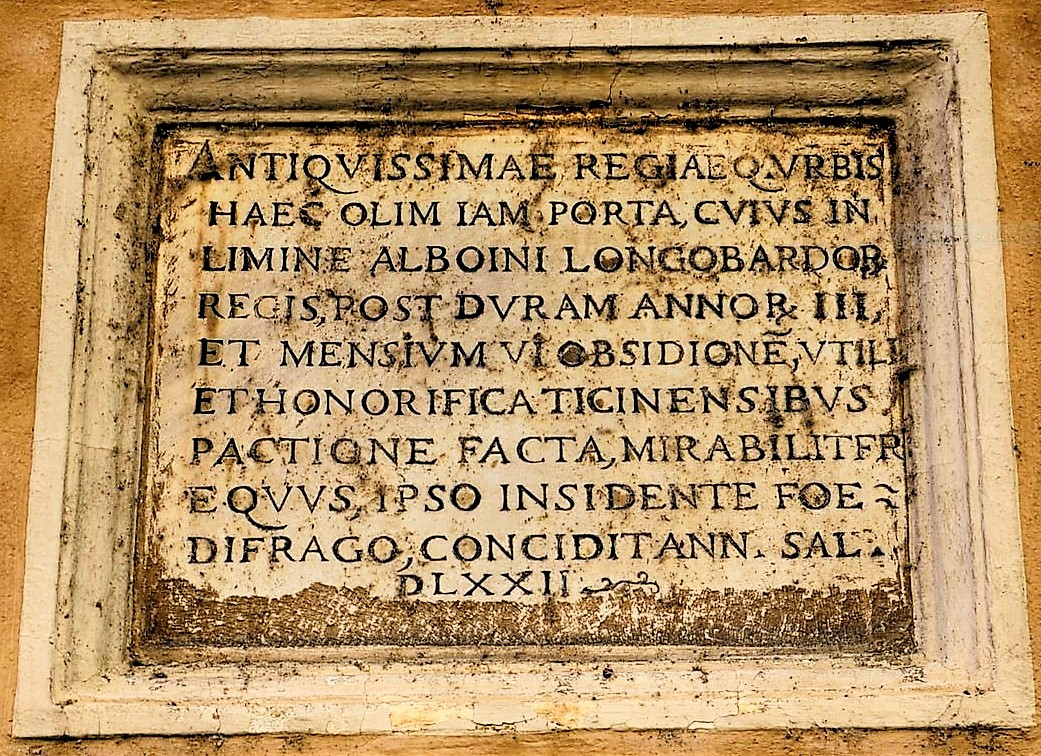
La lapide (XVI sec.) in ricordo dell'ingresso a Pavia di Alboino

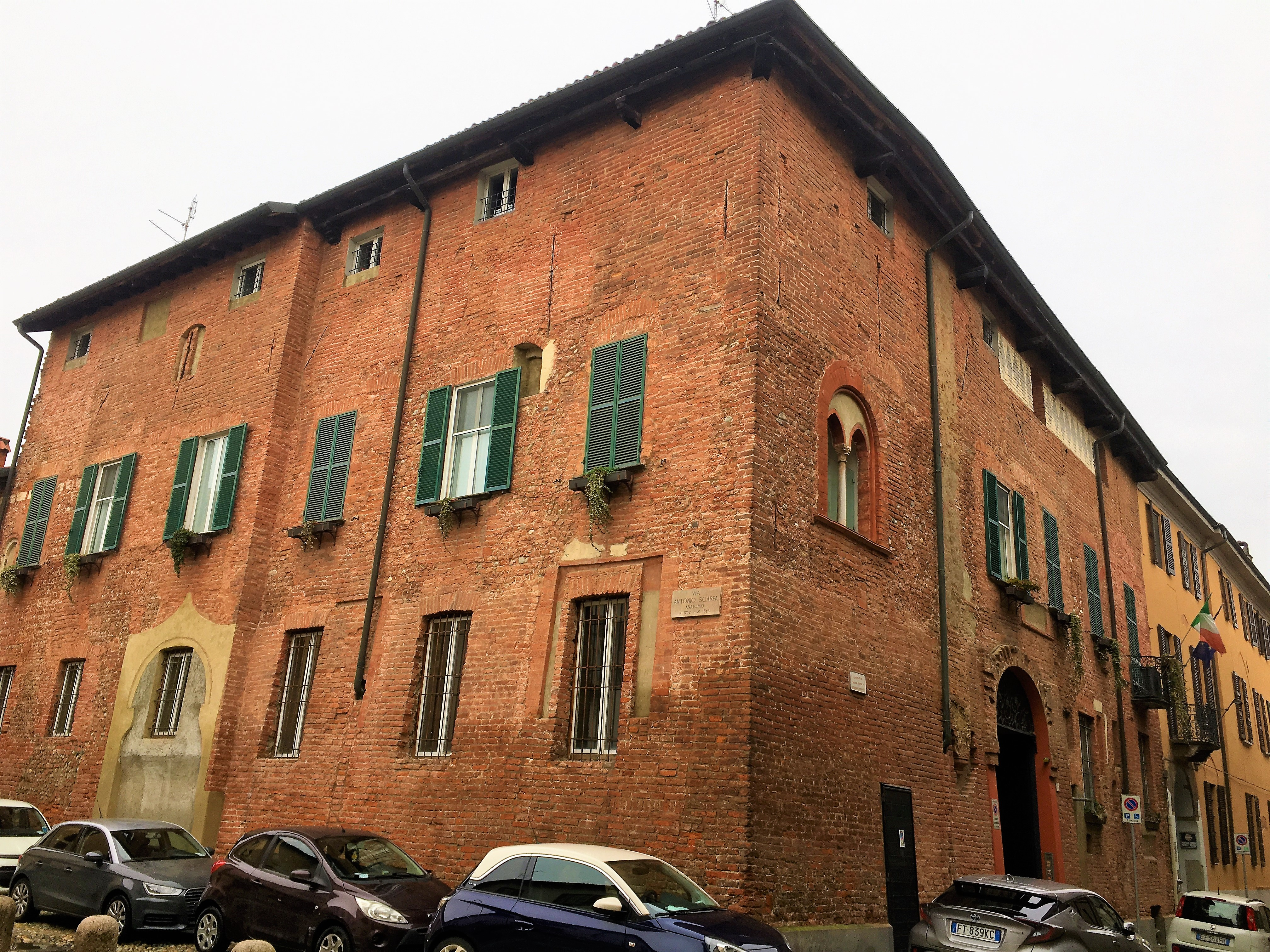
La casa di Alboino

Di là dalla verità storica, il racconto sull'assedio di Pavia del 569- 572 tramandato da Paolo Diacono godé di particolare fortuna a Pavia durante tutto il Medioevo e l'età moderna, tanto che nel XVI secolo le autorità comunali fecero affiggere su di una casa posta presso l'antica porta San Giovanni (corso Garibaldi n. 27) una piccola epigrafe marmorea in ricordo dell'ingresso di Alboino in città. A poca distanza, nel Medioevo, una delle principali consorterie aristocratiche della città, i Beccaria, cominciò a far circolare la leggenda che uno degli immobili di sua proprietà fosse stato, in origine, il palazzo di Alboino. In realtà il palazzo conosciuto come Casa di Alboino nulla ha a che vedere né con Alboino, né mai ospitò sovrani, dato che il palazzo Reale si trovava in un punto diverso di Pavia.

### Fonti primarie
- Paolo Diacono, Historia Langobardorum (Storia dei Longobardi, Lorenzo Valla/Mondadori, Milano, 1992)

### Letteratura storiografica
- Aldo A. Settia, Aureliano imperatore e il cavallo di re Alboino. Tradizione ed elaborazione nelle fonti pavesi di Paolo Diacono, in Paolo Diacono. Uno scrittore fra tradizione longobarda e rinnovamento carolingio. Atti del convegno internazionale di studi (Cividale del Friuli- Udine, 6-9 maggio 1999), a cura di Paolo Chiesa, Udine, Forum, 2000, pp. 487- 504.